# Zamek Dybów
Zamek Dybów – zamek na terenie Torunia, w średniowieczu naprzeciw Torunia na lewym, południowym brzegu Wisły na terytorium Królestwa Polskiego.

## Historia
Zbudowany przez Władysława Jagiełłę w latach 1424–1428. Z czasem przy zamku powstała konkurująca z krzyżackim Toruniem osada, którą nazwano Nieszawą. W 1431 roku wojska Torunia i Krzyżaków zdobyły zamek i spaliły Nieszawę, jednakże wkrótce Krzyżacy zamek odrestaurowali i osadzili w nim swoją załogę. Po czterech latach po pokoju w Brześciu Kujawskim zamek wraz z lewym brzegiem Wisły wrócił do Polski.
W 1452 roku król Kazimierz Jagiellończyk przyjął na zamku w Dybowie wielkiego mistrza krzyżackiego Ludwiga von Erlichshausena.
W 1454 roku król Kazimierz Jagiellończyk wydał tutaj statuty nieszawskie. Od 1456 roku zamek w Dybowie był siedzibą starostów królewskich. Zamek należący do starostwa dybowskiego położony był w końcu XVI wieku w powiecie inowrocławskim województwa inowrocławskiego. Znajdowała się tam też komora celna, co spowodowało częściowe przekształcenie założenia zamkowego na cele gospodarcze. Położona obok zamku Nieszawa była niewygodnym konkurentem w handlu dla Torunia, więc na skutek żądania mieszczan toruńskich w roku 1460 przeniesiono mieszkańców Nieszawy o 30 km w górę Wisły, gdzie powstało miasto Nieszawa, zwane wówczas Nową Nieszawą. W zamku dybowskim gościli królowie polscy odwiedzający Toruń i Prusy Królewskie.
Podczas wojen szwedzko-polskich zamek został spalony przez Szwedów w 1656 roku. W 1703 roku, podczas oblężenia Torunia przez Szwedów, z zamku ostrzeliwano miasto, dlatego też wojska polskie stacjonujące w mieście ostrzelały zamek, przez co zniszczono jego część mieszkalną od strony rzeki. W XVIII wieku zamek był własnością rodu Dębskich, natomiast po rozbiorach otworzono w nim gorzelnię. W roku 1813 czterdziestu Francuzów pod dowództwem porucznika Savary wytrzymało w zamku trzymiesięczne oblężenie Rosjan, kapitulując dopiero wraz z Toruniem. W 1848 roku w murach przebito nowe, widoczne do dzisiaj strzelnice. Zamek przetrwał do dzisiaj w postaci ruiny, zachowały się imponujące mury obwodowe, 2-kondygnacyjna wieża bramna i obwarowania. Badania wykopaliskowe na zamku prowadzono w latach 1998–2000.
17 lipca 2024 roku opiekę nad zamkiem przejęła Toruńska Agenda Kulturalna.

## Architektura
Najstarszą częścią zamku był prostokątny dom zamkowy zlokalizowany od strony Wisły, który miał trzy piętra oraz piwnice i był przykryty dachem dwuspadowym ze szczytami przy krótszych bokach. Dom miał wymiary 46 na 15 metrów i posiadał zdobione wnętrza w reprezentacyjnej części na 1 piętrze. Z domu zamkowego w kierunku rzeki prowadził ukośny ganek do nieistniejącej obecnie wieży latrynowej.
Do domu zamkowego przylegały mury obronne zwieńczone pierwotnie blankami otaczające dziedziniec o wymiarach 52 × 28 metrów, na których narożach wybudowano w połowie XV wieku okrągłe wieżyczki, umożliwiając prowadzenie ostrzału z broni palnej. Od strony południowej znajdowała się czworokątna trzypiętrowa wieża bramna z przedbramiem.
Na obrazie z XVIII wieku oraz na rysunku Gwidde’go z 1697 roku widać, że zamek posiadał też trzecią okrągłą dużą wieżę. Nie ma po niej obecnie śladu. Była ona zlokalizowana od strony rzeki po przeciwnej stronie do wieży latrynowej. Całość zamku otaczała nawodniona fosa.

## Badania i konserwacja
Pierwsze prace o charakterze porządkowym były prowadzone na zamku w 1935 roku, gdy wyznaczono do pilnowania zamku dozorcę. W 1936 roku przeprowadzono w niewielkim zakresie prace konserwatorskie. W 1959 roku toruński PKZ przeprowadził inwentaryzację zamku. W latach 1969–1972 częściowo zrekonstruowano południową bramę wjazdową i zabezpieczono korony murów. Badania archeologiczne na zamku rozpoczęto 22 czerwca 1998 roku pod kierunkiem Lidii Grzeszkiewicz-Kotlewskiej na zlecenie Zarządu Miasta Torunia i prowadzono je przez kolejne letnie sezony do 2001 roku.

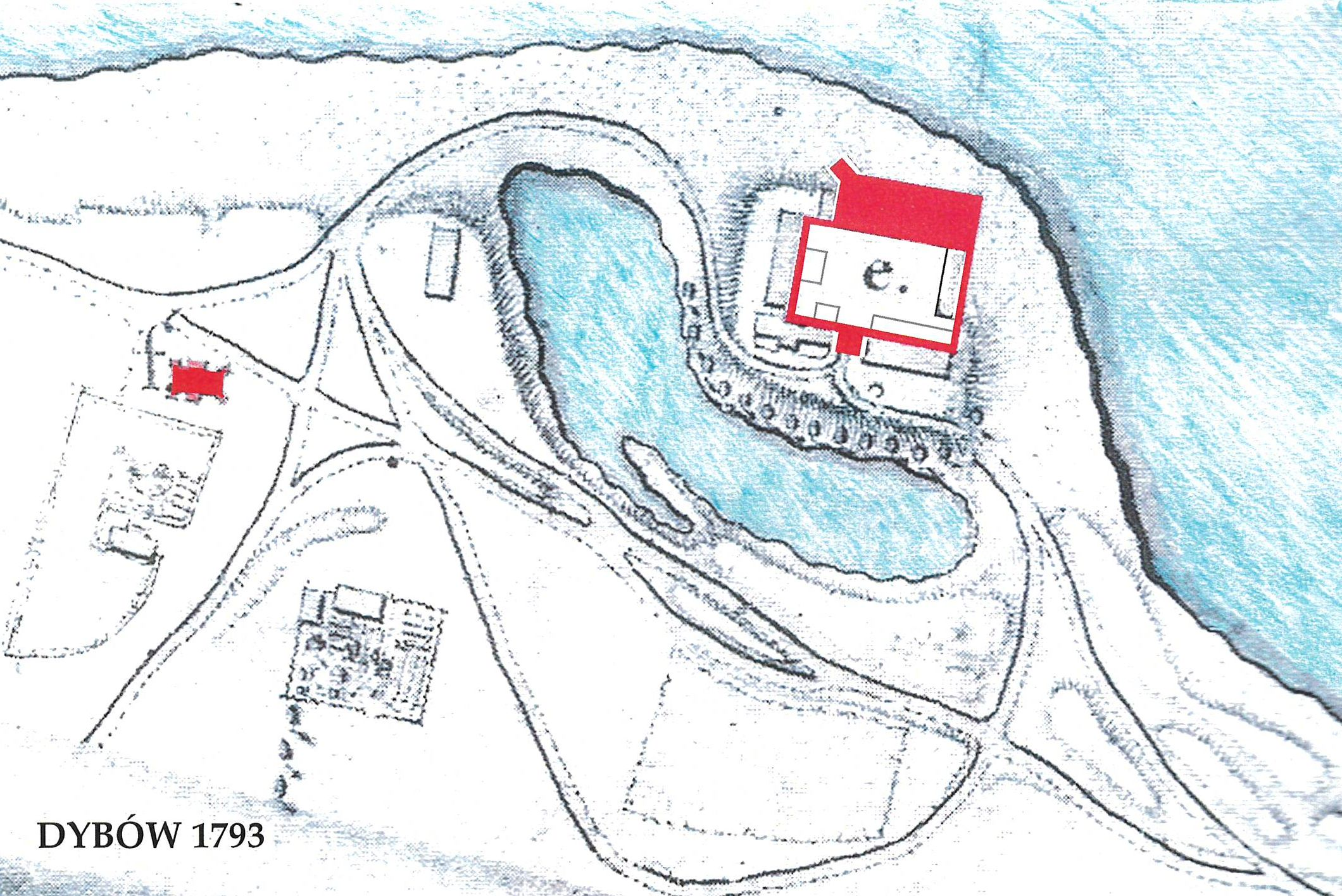
Plan Douglasa z 1793 r.
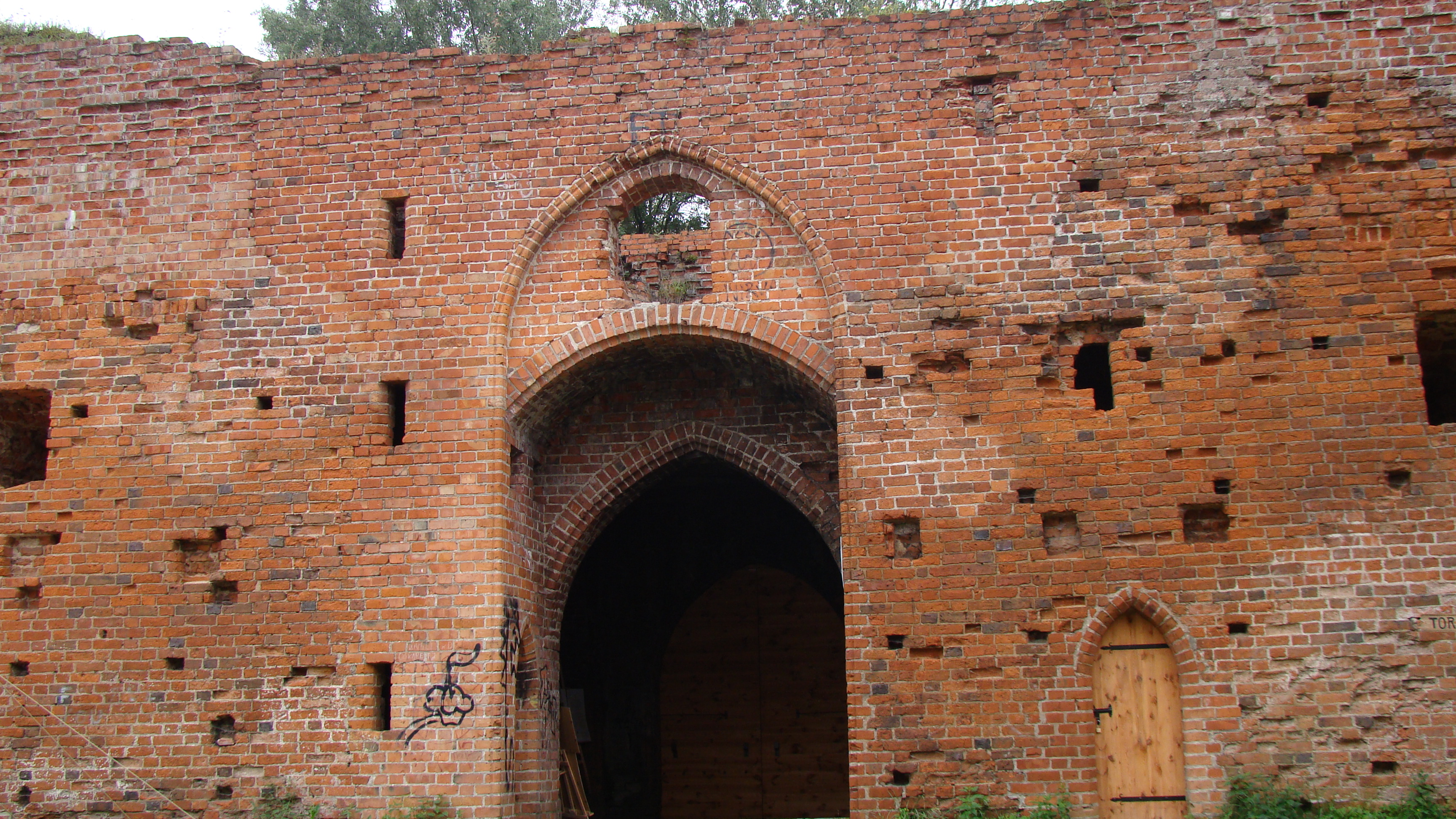
Brama
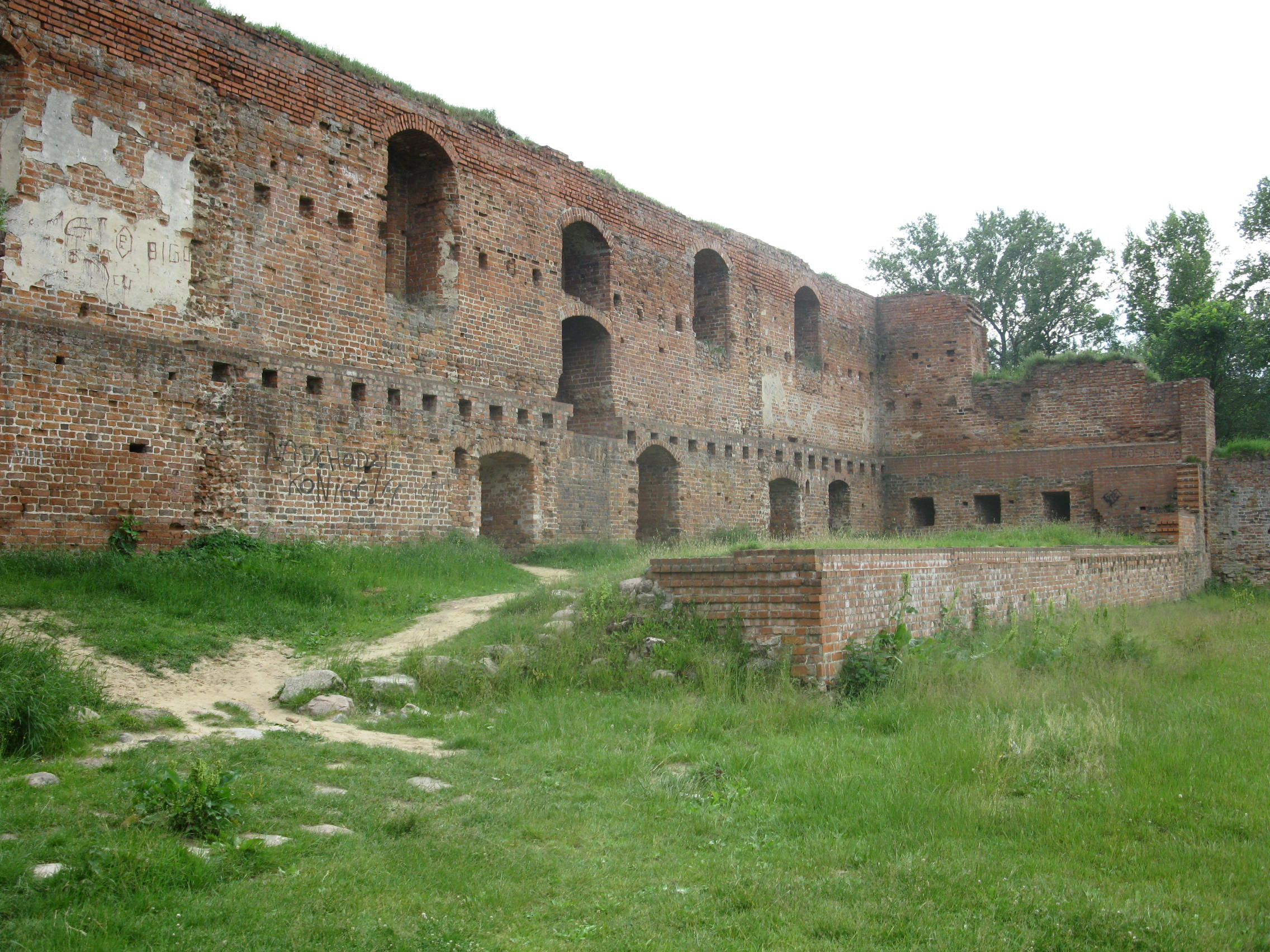
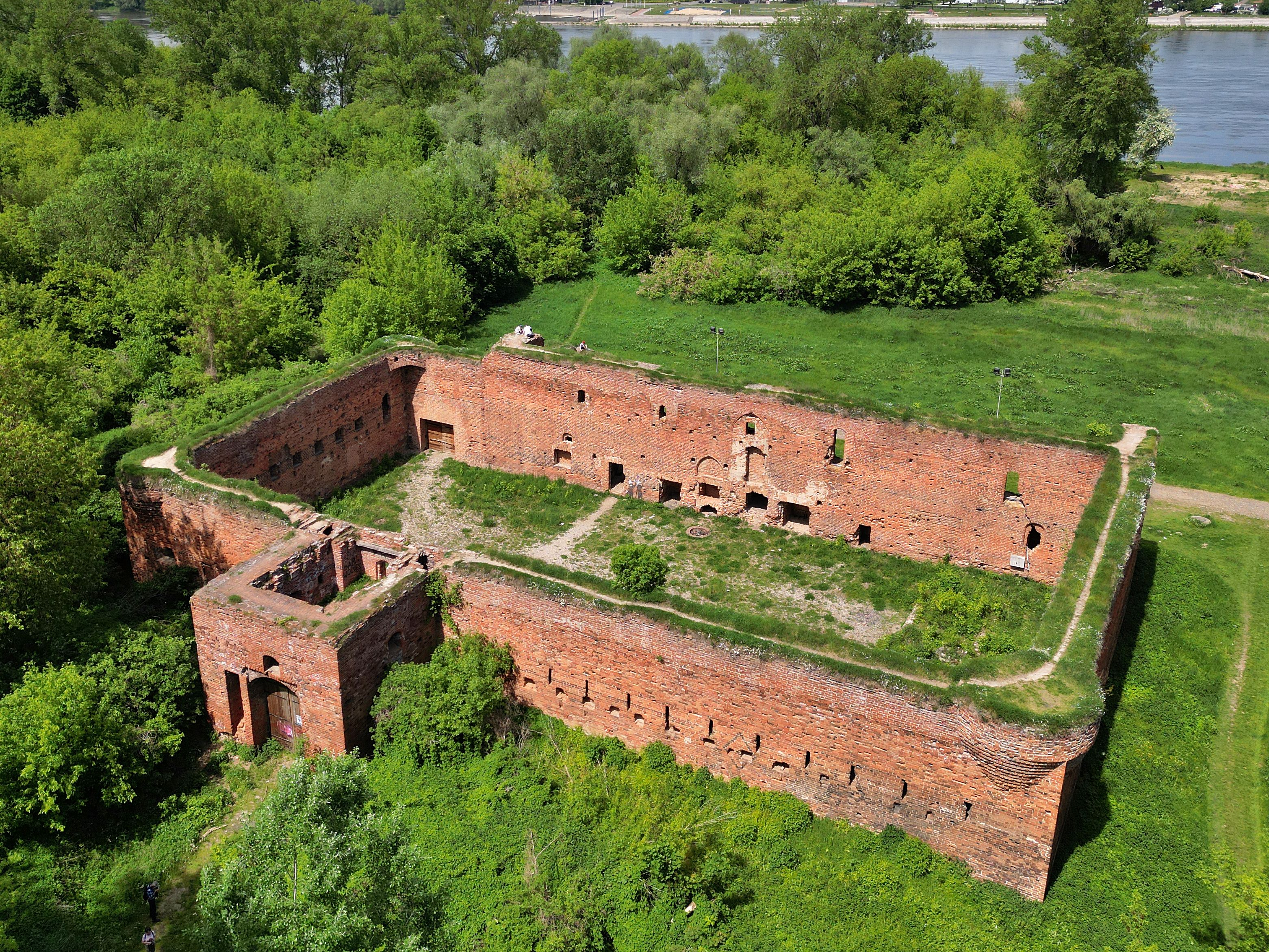
Zamek Dybów (widok od strony południowej)
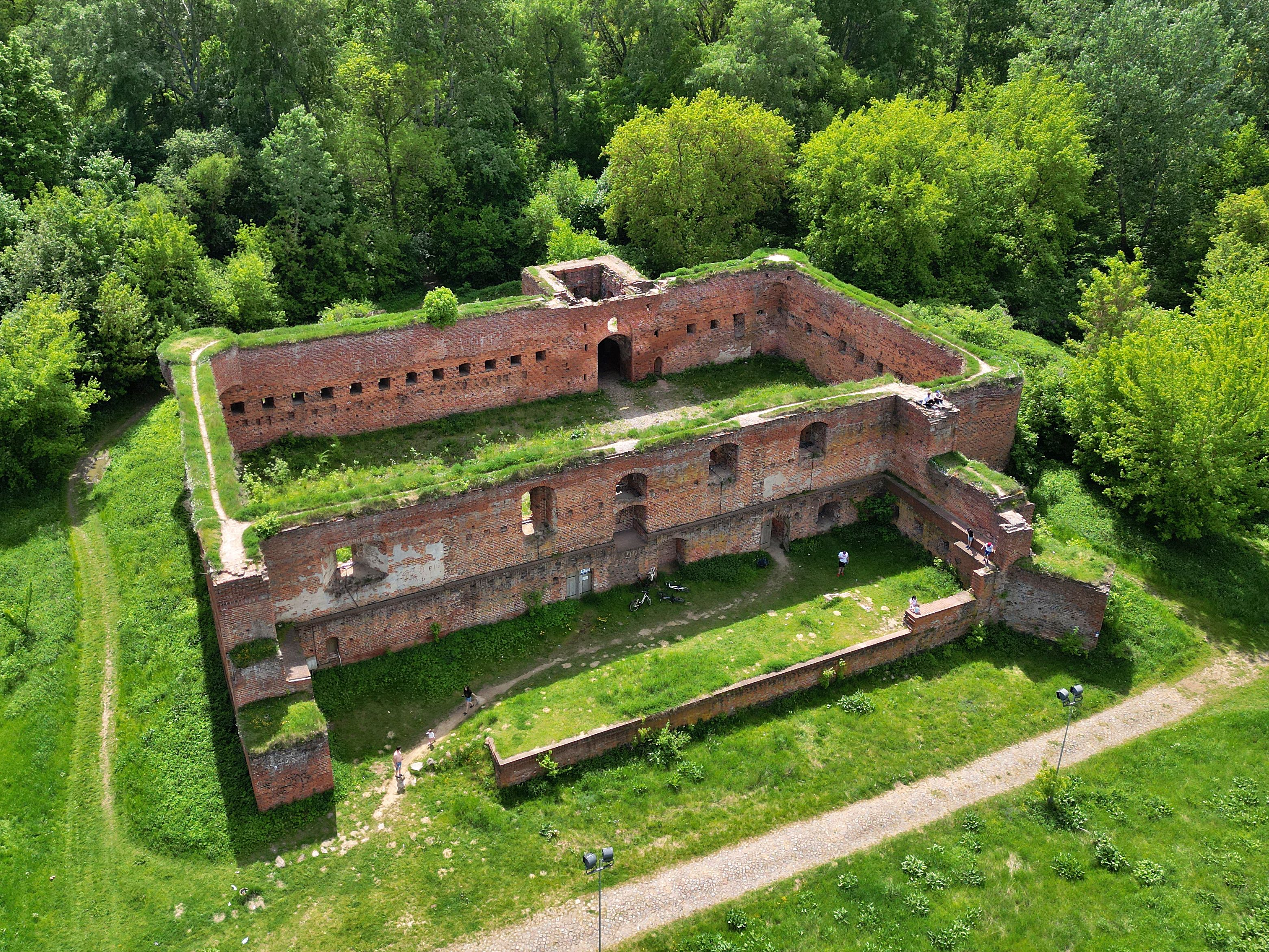
Zamek Dybów (widok od strony północnej)